# Épisodes de Miami Medical
Cet article présente les épisodes de la série télévisée américaine Miami Medical.

## Distribution

### Acteurs principaux
- Jeremy Northam (VF : Serge Faliu) : Dr Matthew Proctor
- Lana Parrilla (VF : Marie Zidi) : Dr Eva Zambrano
- Mike Vogel (VF : Dimitri Rataud) : Dr Chris DeLeo
- Elisabeth Harnois (VF : Julia Vaidis-Bogard) : Dr Serena Warren
- Omar Gooding (VF : Xavier Thiam) : Tuck Brody

### Acteurs récurrents
- Shanola Hampton : Nurse Graceffa (6 épisodes)
- Jonathan Runyon : Paramedic Kleebus (6 épisodes)
- Jeremy Radin : Paramedic Chuck (5 épisodes)
- Chuti Tiu (en) : Nurse Longino (4 épisodes)
- Kasi Brown : Paramedic (3 épisodes)
- Kathleen Early : Nurse Kathy (3 épisodes)
- Maya Hazen : Nurse Maskin (3 épisodes)

## Épisodes

### Épisode 1:La Goutte de trop
- États-Unis /  Canada : 2 avril 2010 sur CBS / /A\
- France : 7 janvier 2012 sur TF1
- Belgique : 29 octobre 2010 sur La Deux

- États-Unis : 7,59 millions de téléspectateurs[1]

- Andre Braugher (Dr William Rayner)
- Chuti Tiu (Nurse Longino)
- Michael Bolten (Jonathan)
- Julio Oscar Mechoso (Javier)
- Rosalie Ward (Anna)
- Steve Sandvoss (Marc)
- Roger Narayan (Mukesh)
- Sashi Bommakanty (Hemendra)
- Kasi Brown (Paramedic)

### Épisode 2:88 secondes
- États-Unis : 9 avril 2010

- États-Unis : 7,13 millions de téléspectateurs[2]

- Michael O'Neill (Dr Bruce Kaye)
- Chuti Tiu (Nurse Longino)
- Erin Chambers (Kate Prentice)
- Lombardo Boyar (Eddie Del Valle)
- Joshua Dov (Scott Sumner)
- Christopher Emerson (Flight Medic)
- Jeremy Radin (Burly Paramedic)
- Jonathan Runyon (Kleebus)
- Kimberly Estrada (CT Tech Carla)
- Ali Hillis (Heidi Pelton)
- Nick Toth (Anesthesiologist)
- Cody James Hamilton (Dylan Cody)

### Épisode 3:Sous la surface
- États-Unis : 16 avril 2010

- États-Unis : 6,67 millions de téléspectateurs[3]

- Sarah Drew (Emily)
- Valente Rodriguez (en) (Fortunato)
- Larry Poindexter (Henry)
- Joe O'Connor (Mike)
- Wendy Makkena (Didi)
- Kathleen Early (Nurse Kathy)
- Jerry Radin (Paramedic Chuck)
- Kasi Brown (Paramedic Sue)
- David Alpay (Zan)
- Maya Hazen (Nurse Maskin)

### Épisode 4:La Meilleure des solutions
- États-Unis : 23 avril 2010

- États-Unis : 6,08 millions de téléspectateurs[4]

- Louise Lombard (Karen)
- George Newbern (Frank)
- Jonathan Runyon (Paramedic Kleebus)
- Kasi Brown (Paramedic Patrice)
- Ryan Lane (Ethan)
- Shanola Hampton (Nurse Graceffa)
- Alek Lev (Jonathan)

### Épisode 5:Le Prix de la vie
- États-Unis : 30 avril 2010

- États-Unis : 6,59 millions de téléspectateurs[5]

- Shari Belafonte (Kimberly Davis)
- Mike Farrell (Dr Carl Willis)
- Kevin West (Hunter Stephens)
- Tim Guinee (Jackson)
- Kavan Reece (Eric)
- Marisa Ramirez (Katherine)
- Lisa Waltz (Leslie)
- Michael Graziadei (Scott)
- Monica Bugajski (Agniska)
- Radick Cembrzynski (Bolek)
- Gena Shaw (Nurse Abigail)
- Shanola Hampton (Nurse Graceffa)
- Jonathan Runyon (Paramedic Kleebus)

### Épisode 6:À double tranchant
- États-Unis : 7 mai 2010

- États-Unis : 6,27 millions de téléspectateurs[6]

- Chad Faust (Todd)
- Angelic Zambrana (Fia)
- Kendle Joi Watson (Lisa)
- Tracey Heggins (Susan)
- Ricardo Molina (Diego)
- Michael Bachmann (Janitor)

### Épisode 7:Vu du ciel
- États-Unis : 14 mai 2010

- États-Unis : 5,93 millions de téléspectateurs[7]

- Kari Matchett (Dr Helena Sable)
- Kevin Weisman (Moose)
- James Frain (Brian)
- Robin Dalea (Josephine)
- Mia Riverton (Barkley)
- Clare Carey (Arianna)
- Christopher Cousins (Truman)
- Shanola Hampton (Nurse Graceffa)
- Jeremy Radin (Burly Paramedic)

### Épisode 8:Un bras, une jambe
- États-Unis : 21 mai 2010

- États-Unis : 6,56 millions de téléspectateurs[8]

- Kari Matchett (Dr Helena Sable)
- Seychelle Gabriel (Lucy)
- Shane Johnson (Ryan)
- Josh Stewart (Elroy)
- Eric Laden (Brad)
- Bahar Soomekh (Vanessa)
- A. Martinez (Garrett)
- Kathleen Early (Nurse Kathy)
- Shanola Hampton (Nurse Graceffa)
- Jonathan Runyon (Paramedic Kleebus)
- Christopher Michael (Game Warden)

### Épisode 9:L'Œil du cyclone
- États-Unis /  Canada : 4 juin 2010 sur CBS / CTV

- États-Unis : 6,11 millions de téléspectateurs[9]
- Canada : 808 000 téléspectateurs[10]

- Emiliano Diez (Alberto Zambrano)
- Jamie McShane (Detective King)
- Chuti Tiu (Nurse Longino)
- Chris Tallman (Sam Seaver)
- Rebecca Wisocky (Jennifer Seaver)
- Alyssa Shafer (April Seaver)
- Dyllan Christopher (Daniel Seaver)
- Paul Fitzgerald (Bill Evans)
- Meta Golding (Dr Anne Reed)
- Luke White (Paramedic Pete)
- Rueben Grundy (Sergeant Berke)
- Leslie-Anne Huff (Candy Striper)
- Tyler Middendorf (CT Tech Davis)

### Épisode 10:Descente au bloc
- États-Unis /  Canada : 11 juin 2010

- États-Unis : 7,02 millions de téléspectateurs[11]
- Canada : 857 000 téléspectateurs[12]

- Maya Hazen (Nurse Maskin)
- Shanola Hampton (Nurse Graceffa)
- Jon Briones (Technician Jon)
- Mike Faiola (Brandon)
- Mircea Monroe (Tracy)
- Kiko Ellsworth (Kevin)
- Amy Scott (Olivia)
- Jonathan Runyon (Paramedic Kleebus)
- Kevin Fry-Bowers (Dark-Suited Man)
- Holly Kaplan (Olivia's Mom)
- Toby Maka (Cute Guy)
- Jhemma Ziegler (Jennifer)

### Épisode 11:Heure de la mort
- États-Unis /  Canada : 18 juin 2010

- États-Unis : 5,93 millions de téléspectateurs[13]
- Canada : 864 000 téléspectateurs[14]

- Bailey Chase (Rick)
- Michaela Watkins (Carla)
- Brando Eaton (Derek)
- Eric Lutes (Greg)
- Caitlin Custer (Kelly)
- Jeffrey Pierce (Marcus)
- Kathleen Early (Nurse Kathy)
- Shanola Hampton (Nurse Graceffa)
- Kiran Rao (Flight Medic Bob)
- Bashir Gavriel (Flight Medic Joe)

### Épisode 12:Jusqu'au bout
- États-Unis /  Canada : 25 juin 2010

- États-Unis : 5,98 millions de téléspectateurs[15]
- Canada : 912 000 téléspectateurs[16]

- Michael O'Neill (Dr Bruce Kaye)
- Jonathan Adams (Colin)
- Matt Riedy (Firefighter Steve)
- Joshua Bitton (Joe)
- Rose Rollins (Meg)
- Maya Hazen (Nurse Maskin)
- Jeremy Radin (Paramedic Chuck)
- Jonathan Runyon (Paramedic Kleebus)
- Katie Ross (Scrub Nurse Jeanie)

### Épisode 13:Prises de risques
- États-Unis /  Canada : 2 juillet 2010

- États-Unis : 5,84 millions de téléspectateurs[17]
- Canada : 858 000 téléspectateurs[18]

- Bailey Chase (Rick)
- John Bain (Ben)
- Betsy Brandt (Dana)
- John Ales (Dr Minyard)
- Adam Kulbersh (Dr Schaumburg)
- April Grace (Dr Sandoval)
- Christopher Emerson (Flight Medic Max)
- W. Earl Brown (Jesse)
- Elizabeth Ho (Lori)
- Fay Wolf (Nurse Albers)
- Jeremy Radin (Paramedic Chuck)